# Лубенська вулиця (Київ)
Лубе́нська ву́лиця — вулиця в Печерському районі міста Києва, місцевість Чорна гора. Пролягає від Чеської до Ромоданівської вулиці.
Прилучається Яготинська вулиця.

## Історія
Вулиця виникла у середині XX століття під назвою 662-га Нова вулиця. Сучасна назва — з 1953 року.
У першій половині XX століття існувала також Лубенська вулиця на Трухановому острові.

## Установи
- Посольство Судану в Україні (буд. № 1)